# Amphineurus
Genre
Amphineurus est un genre de diptères nématocères de la famille des Limoniidae.

## Liste des espèces
- Amphineurus apiculatus
- Amphineurus bicinctus
- Amphineurus bickeli
- Amphineurus bicorniger
- Amphineurus blackballensis
- Amphineurus cacoxenus
- Amphineurus campbelli
- Amphineurus castroensis
- Amphineurus chiloeanus
- Amphineurus collessi
- Amphineurus edentulus
- Amphineurus extraordinarius
- Amphineurus fatuus
- Amphineurus fergusoni
- Amphineurus fimbriatulus
- Amphineurus flexuosus
- Amphineurus fuscifusus
- Amphineurus glabristylatus
- Amphineurus gracilisentis
- Amphineurus harrisi
- Amphineurus hastatus
- Amphineurus horni
- Amphineurus hudsoni
- Amphineurus insanus
- Amphineurus insulsus
- Amphineurus kandu
- Amphineurus kingi
- Amphineurus koghiensis
- Amphineurus leaski
- Amphineurus longi
- Amphineurus longipes
- Amphineurus lyriformis
- Amphineurus maculosus
- Amphineurus meridionalis
- Amphineurus minusculus
- Amphineurus molophilinus
- Amphineurus monteithi
- Amphineurus niveinervis
- Amphineurus nonnullus
- Amphineurus nothofagetorum
- Amphineurus nothofagi
- Amphineurus nox
- Amphineurus nullus
- Amphineurus ochroplaca
- Amphineurus operculatus
- Amphineurus otagensis
- Amphineurus patruelis
- Amphineurus patya
- Amphineurus perarmatus
- Amphineurus perdecorus
- Amphineurus pita
- Amphineurus polycyclus
- Amphineurus pressus
- Amphineurus pulchripes
- Amphineurus pullybuntor
- Amphineurus recurvans
- Amphineurus rutristylus
- Amphineurus sanus
- Amphineurus senex
- Amphineurus spectabilis
- Amphineurus spinulistylus
- Amphineurus stewartiae
- Amphineurus subdecorus
- Amphineurus subfatuus
- Amphineurus subglaber
- Amphineurus submolophilinus
- Amphineurus superbus
- Amphineurus tenuipollex
- Amphineurus tortuosus
- Amphineurus tumidus
- Amphineurus umbraticus
- Amphineurus zborowskii